# رالف إيفانز (لاعب كريكت)
رالف إيفانز (1 أكتوبر 1891 في المملكة المتحدة - 27 يوليو 1929 في الولايات المتحدة) (بالإنجليزية: Ralph Evans)‏ هو لاعب كريكت بريطاني وبريطاني (وحمل سابقاً جنسية المملكة المتحدة لبريطانيا العظمى وأيرلندا). لعب مع نادي مقاطعة هامبشاير للكريكت ‏ ونادي جامعة كامبريدج للكريكيت ‏.

## وصلات خارجية
- رالف إيفانز على موقع إي آس بي آن كريك إنفو (الإنجليزية)